# Liste der Naturdenkmale in Schellerten
Die Liste der Naturdenkmale in Schellerten nennt die Naturdenkmale in der Gemeinde Schellerten im Landkreis Hildesheim in Niedersachsen.

## Naturdenkmale
| Bild | Bezeichnung         | Ort, Lage | Beschreibung | Schutzzweck            | Nummer    |
| ---- | ------------------- | --- | ------------ | ---------------------- | --------- |
| BW   | Eiche               | Ahstedt gegenüber dem Hof Wehrspon, Eichenstraße 2 (52° 12′ 17,9″ N, 10° 6′ 18,9″ O)                              |              | Schönheit              | ND-HI 003 |
| BW   | Eiche               | Bettmar an der Parkmauer des Grundstückes Aue, westlich der katholischen Kirche (52° 10′ 12,4″ N, 10° 2′ 21,6″ O) |              | Schönheit, Seltenheit  | ND-HI 013 |
| BW   | Eiche               | Bettmar an der Parkmauer des Grundstückes Aue, an der Katharinenstraße (52° 10′ 13,7″ N, 10° 2′ 16,5″ O)          |              | Schönheit, Seltenheit  | ND-HI 014 |
| BW   | Kastanie            | Ahstedt Gutspark Rieplbauer, nahe dem Wohnhause (52° 12′ 21″ N, 10° 6′ 35″ O)                                     |              | Schönheit              | ND-HI 033 |
| BW   | 5 Eichen            | Kemme nördlich des Sportplatzes von Kemme (52° 10′ 47,8″ N, 10° 4′ 35,1″ O)                                       |              | Seltenheit, Schönheit  | ND-HI 062 |
| BW   | Piuseiche           | Ottbergen Dorfmitte, an der L492 (52° 9′ 4″ N, 10° 4′ 58,6″ O)                                                    |              | Schönheit, Heimatkunde | ND-HI 073 |
| BW   | 1 erratischer Block | Dingelbe auf dem Hofe Ohlms (52° 11′ 5,3″ N, 10° 5′ 57,8″ O)                                                      |              |                        | ND-HI 080 |
| BW   | Linde               | Wendhausen an der Abzweigung von der B6 bei Wendhausen auf die L492 (52° 7′ 57,2″ N, 10° 3′ 32,4″ O)              |              | Schönheit              | ND-HI 102 |
| BW   | Dreikroneneiche     | Wöhle nahe der ehemaligen Försterei Wöhle (52° 8′ 13,8″ N, 10° 7′ 50,8″ O)                                        |              | Eigenart               | ND-HI 106 |
| BW   | 3 Eiben             | Kemme östlich der Kirche (52° 10′ 52,6″ N, 10° 4′ 28,1″ O)                                                        |              | Schönheit, Seltenheit  | ND-HI 114 |
| BW   | 5 Kastanien         | Kemme vor der Kirche (52° 10′ 52,7″ N, 10° 4′ 25″ O)                                                              |              | Schönheit              | ND-HI 115 |
| BW   | Eiche               | Wöhle Wallstraße 2 (52° 8′ 44,3″ N, 10° 7′ 42,1″ O)                                                               |              | Schönheit              | ND-HI 354 |
| BW   | Blutbuche           | Schellerten Hildesheimer Straße 41 (52° 11′ 17,2″ N, 10° 6′ 12,6″ O)                                              |              | Schönheit, Seltenheit  | ND-HI 356 |